# Municipio de Josie
El municipio de Josie (en inglés: Josie Township) es un municipio ubicado en el condado de Holt en el estado estadounidense de Nebraska. En el año 2010 tenía una población de 16 habitantes y una densidad poblacional de 0,17 personas por km².

## Geografía
El municipio de Josie se encuentra ubicado en las coordenadas 42°9′4″N 99°11′50″O / 42.15111, -99.19722. Según la Oficina del Censo de los Estados Unidos, el municipio tiene una superficie total de 92.98 km², de la cual 92,87 km² corresponden a tierra firme y (0,12 %) 0,11 km² es agua.

## Demografía
Según el censo de 2010, había 16 personas residiendo en el municipio de Josie. La densidad de población era de 0,17 hab./km². De los 16 habitantes, el municipio de Josie estaba compuesto por el 100 % blancos. Del total de la población el 0 % eran hispanos o latinos de cualquier raza.